# Andrea Knezović
Andrea Knezović, slovensko-hrvaška konceptualna vizualna umetnica, raziskovalka, teoretičarka in pisateljica, * 1990, Zagreb.
Živi in dela med Amsterdamom in Ljubljano.

## Življenje in delo
Diplomirala je iz vizualnih umetnosti na A.V.A – Akademiji za vizualne umetnosti v Ljubljani. Na Univerzi v Amsterdamu je nato zaključila še magistrski študij iz umetniških raziskav. Njena umetniška praksa se poigrava s semiotiko in dialektiko vrednosti s preučevanjem korelacije med institucionalno in identitetno politiko. Akademsko in umetniško se posveča raziskovanju družbeno angažiranih tem. Knezovićevi raziskovalni interesi se osredotočajo na politiko skrbi, njene institucionalne posledice in njen mitološki vidik. Raziskuje tudi različne sistemi samooskrbe, strategije za preoblikovanje institucionalnih mitologij in kolektivno psihokulturno zdravje. V svojem delu uporablja spekulativno fikcijo in metodologije igre kot strategije za iskanje in oblikovanje raziskovalnih pripovedi.
Razstavljala v muzejih in galerijah po vsem svetu, med drugim v Moderni galeriji in Muzej sodobne umetnosti Metelkova Ljubljana, Nieuw Dakota (NL), The Keller Gallery MIT (ZDA), Indebt Gallery (NL), Cukrarna, Ljubljana, London 12 Star Gallery ( UK), Vienna Contemporary (AT), Kiribati National Museum and Cultural Center (KI). Njena dela so del številnih zasebnih in muzejskih zbirk, vključno z Moderno galerijo Ljubljana in arhivsko zbirko Postaje DIVA, SCCA-Ljubljana. V številnih mednarodnih kulturnih revijah pa objavlja tudi teoretična besedila in leposlovje. V letih 2013 in 2015 je bilo njeno delo nominirano za nagrado Essl Art Award. Od leta 2023/2024 je Knezović članica BAK Fellowship for Situated Practice v Utrecht. Udeležila se je tudi nekaj umetniških rezidenčnih programov, kot so WOW Residency2022-2024 (NL), The Center for Digital Art Holon Residency 2016 (MGML) (IL) in Odprti atelje Dobre vage.
Je predsednica upravnega odbora fundacije Salwa v Amsterdamu ter soustanoviteljica umetniško-raziskovalne programa MARC Amsterdam. Pisala je za več diskurzivnih revij, med drugim za Massachusetts Institute of Technology (MIT) – Thresholds Journal, Lish Journal London in University of Amsterdam Simulacrum Jurnal- Tijdschrift voor kunst en cultuur. 